# Lucy Weston Pickett
Lucy Weston Pickett (1904 - 1997) là nhà hóa học người Mỹ, giáo sư hóa học ở Mount Holyoke College.

## Cuộc đời và Sự nghiệp
Bà đậu bằng cử nhân hóa học ở "Mount Holyoke College" năm 1925 và bằng tiến sĩ ở Đại học Illinois. Sau đó, bà giảng dạy ở Đại học Illinois, rồi ở Goucher College. Năm 1930, bà trở về "Mount Holyoke College", cho tới khi nghỉ hưu năm 1968. Cùng năm, trường này đã lập chức giảng viên mang tên bà để vinh danh bà.

## Giải thưởng
- Huy chương Garvan-Olin năm 1957.